# Lipót
Lipót (in italiano: Leopoldo) è un comune di 664 abitanti situato nella contea di Győr-Moson-Sopron, nell'Ungheria nordoccidentale.